# Măglij
Măglij (în bulgară Мъглиж) este un oraș în partea centrală a Bulgariei. Aparține de  Obștina Măglij, Regiunea Stara Zagora.

## Demografie
Componența etnică a orașului Măglij
     Bulgari (65,31%)
     Romi (28,54%)
     Nicio identificare (3,67%)
     Altele (3,18%)
La recensământul din 2011, populația orașului Măglij era de 3.269 locuitori. Din punct de vedere etnic, majoritatea locuitorilor (65,31%) erau bulgari, cu o minoritate de romi (28,54%). Pentru 3,67% din locuitori nu este cunoscută apartenența etnică.